# Reinhold Hintermaier
Reinhold Hintermaier (14 de fevereiro de 1956) é um ex-futebolista austríaco. Ele competiu na Copa do Mundo FIFA de 1982, sediada na Espanha, na qual a seleção de seu país terminou na oitava colocação dentre os 24 participantes.

## Títulos

### Como jogador
- Campeonato Austríaco (1): 1974